# Sturlu þáttr
Sturlu þáttr también Huldarsaga (la saga de la hechicera Huldr) es una historia corta islandesa (þáttr) que se considera una continuación de Þorgils saga skarða, ambas conservadas en la saga Sturlunga. Normalmente los þáttr solían ser relatos que el autor sumaba al argumento de una saga nórdica o bien dividía la saga en diferentes secciones, pero el caso de Sturlu þáttr se diferencia por ser una obra totalmente autónoma que se inicia en un momento de Þorgils saga skarða. El relato se centra en un periodo de la vida de Sturla Þórðarson, y se considera un cuento popular fantástico sin base mitológica. Según el relato, Huldr tenía el poder de transformarse, entre otras cosas, en un dragón. También cita que los dos cuervos de Odín, Hugin y Munin, fueron un obsequio de la hechicera.